# Salatiga (stad)
Salatiga is een stadsgemeente (kota otonom of kotamadya) in de Indonesische provincie Midden-Java. Deze gemeente wordt helemaal omgeven door het regentschap Semarang. Salatiga ligt ongeveer 40 km ten zuiden van de stad Semarang, en midden op de weg tussen deze stad en Surakarta. De stadsgemeente ligt tevens aan de oostelijke flank van de berg Merbabu.

## Naam
Er zijn meerdere verklaringen voor haar naam. Het zou o.a. een samentrekking van de woorden sela (steen) en tiga (drie) zijn, dus de drie stenen die hier een doorgangspoort naar een tempel vormden. Deze tempel zou staan bij een heilige en heldere bron. Een andere verklaring is dat het een verbastering is van Trisala, afkomstig van de naam van de godin Dewi Trisala.

## Geschiedenis
- Op een oude steen in het dorp Plumpungan binnen Salatiga staat gebeiteld dat koning Bhanu op 24 juni 750 de desa Hampra tot vrijgebied heeft verklaard. Op grond hiervan wordt 24 juni jaarlijks als stichtingsdag gevierd.
- Al in de VOC-tijd werd hier in 1749 een fort gebouwd. Dit nu verdwenen fort heette "De Hersteller" naar de bijnaam van Gouverneur-Generaal Van Imhoff.
- De strijd tussen de sunan van Surakarta en Raden Mas Said werd hier beëindigd door het verdrag van Salatiga op 17 maart 1757 waarbij de laatste ook een (nog bestaand) vorstendom kreeg, genaamd Mangkoenegara.
- Vanaf 1795 werd hier de koffiecultuur gevestigd, die zeer succesvol is.
- Op 11 september 1811 werd hier de overgave getekend door de Gouverneur-Generaal Janssens aan de Engelsen (Capitulatie van Toentang).
- Op 1 juli 1917 werd Salatiga een officiële stadsgemeente, samengesteld uit 8 dorpjes.
- In 1992 werd het grondgebied van de stad verdrievoudigd door annexatie van delen van het regentschap Semarang. De stad bestaat nu uit vier districten en 22 dorpjes.

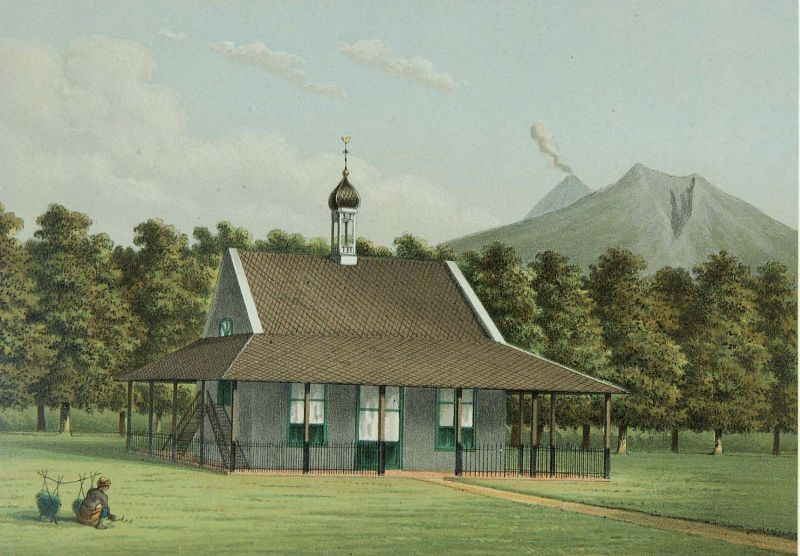
Een kerk in Salatiga
(1882-1889), Josias Cornelis Rappard, Wereldmuseum Amsterdam

## Stad en omgeving

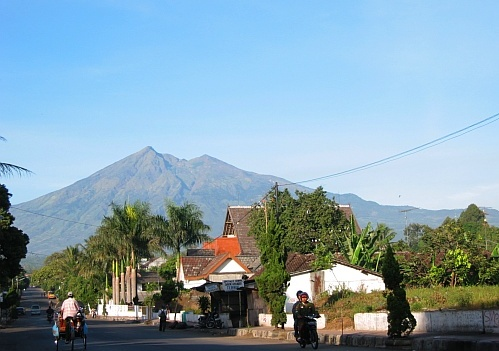
Salatiga met op de achtergrond de Merbabu

De stad ligt op ongeveer 600 meter hoogte, heeft een aangenaam klimaat en vormt een vruchtbaar gebied. Het wordt omringd door de bergen Merbabu, Telomoyo, Gajah Mungkur en Andong en Ungaran.
De stad kent ongeveer 170 monumentale gebouwen uit de koloniale tijd, waarvan de bekendste zijn de voormalige sociëteit, het voormalige hotel Kalitaman en de katholieke en protestantse kerken.

## Burgemeester (walikota)
In 1917 kreeg Salatiga een gemeenteraad voorgezeten door een assistent-resident; vanaf 1929 kreeg ze als stadsgemeente een eigen burgemeester.
Nederlands-Indische tijd
- Mr. A.L.A. van Unen (1929-1934)
- Mr. P.J. Reijling (1934-1937)
- H.E. Termeulen (1937-1940)
- W. Huson (1940-1942)

## Onderdistricten
Salatiga bestaat uit vier kecamatan (onderdistricten):
- Argomulyo
- Sidomukti
- Sidorejo
- Tingkir

## Geboren
- Johan Heinrich Conrad Bauer (1789-1836), Nederlandse luitenant-kolonel
- Hak Holdert (1870-1944), Nederlandse uitgever (De Telegraaf), drukker, persmagnaat en collaborateur in WO II
- Abdulkadir Widjojoatmodjo (1904-1992), ambtenaar, militair en diplomaat
- Jhr. Paul Adrien Alexandre (1949), Nederlandse honorair consul van Costa Rica